# 木村政昭
木村 政昭（きむら まさあき、1940年11月6日 - ）は、日本の海洋地質学者、地震学者。琉球大学名誉教授。学位は、理学博士（東京大学）（1968年）。

## 人物
地震予知と与那国島海底地形（海底遺跡）の研究で知られており、これらのテーマについて多数の一般向け科学書を著すとともに、テレビへの出演等も積極的に行っている。
地震予知については、1986年の伊豆大島三原山の噴火、1991年の雲仙普賢岳の噴火、1995年の兵庫県南部地震、2000年の三宅島の噴火、2004年の新潟県中越地震等を独自の「時空ダイアグラム」理論で予測したとしている。
また、古代史にも興味をもち、「邪馬台国沖縄説」を唱えている。ただし歴史学界からの支持を得るには至っていない。1990年代以降は与那国島付近の海底地形（与那国島海底地形参照）に関心を持ち、その関連で「ムー大陸は沖縄のことだった」という説を主張している。これも考古学界からの支持を得るには至っていない。

## 略歴
- 1940年11月6日 - 神奈川県横浜市に生まれる
- 1956年 - 横浜市立神奈川中学校卒業
- 1959年 - 神奈川県立横浜翠嵐高等学校卒業
- 1963年 - 東京水産大学水産学部漁業学科（現東京海洋大学）卒業
- 1968年 - 東京大学大学院理学系研究科海洋地質学専攻博士課程修了 3月 東京大学 理学博士 「Geotectonic development in the southern Kanto region and submarine geology of its adjacent seas, with special reference to the Hayama group(南関東の地質構造発達史 : 海底地質と葉山層群の地質構造)」
- 1968年 - 東京大学海洋研究所研究生、日本学術振興会奨励研究員
- 1970年 - 通商産業省工業技術院地質研究所物理探査部（のちに海洋地質部）
- 1976年 - 1977年 - アメリカ合衆国コロンビア大学ラモント・ドハティ地球科学研究所留学
- 1977年 - 琉球大学理学部海洋学科助教授
- 1982年 - 1982年度朝日学術奨励賞受賞
- 1986年 - 1986年度沖縄研究奨励賞受賞
- 1996年 - 琉球大学理学部物質地球科学科教授
- 2006年 - 琉球大学定年退官、琉球大学名誉教授
- 2006年 - 特定非営利活動法人海底遺跡研究会理事長

## 著書
- 『噴火と大地震』 東京大学出版会、1978年。
- 『地震と地殻変動』 九州大学出版会、1982年。
- 『日本列島が危い - 大災害回避への提言!』 二見書房、1987年、ISBN 978-4576870090。
- 『地震は予知できる - 今、関東沖が危ない!』 徳間書店、1989年、ISBN 978-4195038475。
- 『巨大地震が来る! - 巨大地震の原因、恐ろしさを探る』 学習研究社、1990年、ISBN 978-4051043902。
- 『ムー大陸は琉球にあった』 徳間書店、1991年、ISBN 978-4195545874。
- 『噴火と地震 - 揺れ動く日本列島』 徳間書店、1992年、ISBN 978-4195550182。
- 『南海の邪馬台国 - 証された“海上の道”』 徳間書店、1992年、ISBN 978-4195547861。
- 『噴火と地震の科学』 論創社、1993年、ISBN 978-4846002169。
- 『これから起こること - “日本列島”謎の噴火・地震 いつ、どこが危ないかを科学する』 青春出版社、1995年、ISBN 978-4413016162。
- 『大地震期 第三の予知 - いま、知らねばならないこと』 青春出版社、1995年、ISBN 978-4413016490。
- 『来るべき巨大地震 - 地震発生のメカニズムと規則性』 悠飛社、1995年、ISBN 978-4946448362。
- 『太平洋に沈んだ大陸 - 沖縄海底遺跡の謎を追う』 第三文明社、1997年、ISBN 978-4476032123。
- 『沖縄海底遺跡の謎 - 世界最古の巨石文明か!?』 第三文明社、2000年、ISBN 978-4476032291。
- 『与那国島海底遺跡・潜水調査記録』 ザ・マサダ、2000年、ISBN 978-4883970582。
- 『これから注意すべき地震・噴火 - 阪神・台湾・三宅…を予測した方程式が示す危機』 青春出版社、2000年、ISBN 978-4413018128。
- 『琉球弧の成立と生物の渡来』 沖縄タイムス社、2002年、ISBN 978-4871271516。
- 『海底宮殿 - 沈んだ琉球古陸と“失われたムー大陸』 実業之日本社、2002年、ISBN 978-4408321530。
- 『東海地震はいつ起こるのか - 地球科学と噴火・地震予測』 論創社、2003年、ISBN 978-4846003708。
- 『緊急警告 これから注意すべき地震・噴火』 青春出版社、2004年、ISBN 978-4413018760。
- 『新説ムー大陸沈没 - 沖縄海底遺跡はムー文明の遺産か?』 実業之日本社、2006年、ISBN 978-4408323237。
- 『改訂版「地震の目」で予知する次の大地震』マガジンランド 2012年 ISBN 978-4905054375。
- 『超巨大地震は連鎖する』 角川学芸出版 2012年 ISBN 978-4046214904。

## 主要論文
- 木村政昭、「相模湾周辺に発生する巨大地震予知に関する考察」 『地学雑誌』 1973年 82巻 4号 p.171-188, doi:10.5026/jgeography.82.4_171, 東京地学協会
- 木村政昭、「沖縄トラフ」 『地学雑誌』 1991年 100巻 1号 p.125, doi:10.5026/jgeography.100.125, 東京地学協会
- 木村政昭、「地殻歪の指示者としての火山噴火」 『地学雑誌』 1994年 103巻 5号 p.488-497, doi:10.5026/jgeography.103.5_488, 東京地学協会
- 木村政昭、「南西諸島の海底地形」 『地学雑誌』 1996年 105巻 3号 p.Plate1-Plate2, doi:10.5026/jgeography.105.3_Plate1, 東京地学協会

共著・分担執筆
- 木村政昭, 笠原順三, 麻植誠二郎、「噴火活動に対する巨大地震の力学的影響の二次元有限要素法モデル 東北日本」 『地学雑誌』 1982年 91巻 4号 p.217-238, doi:10.5026/jgeography.91.4_217, 東京地学協会
- 松本剛, 木村政昭、「1771年八重山地震津波発生域における精密地形調査と津波発生のメカニズムに関する一考察」 『地震 第2輯』 1993年 45巻 4号 p.417-426, doi:10.4294/zisin1948.45.4_417, 日本地震学会
- 松本剛, 木村政昭, 仲村明子, 青木美澄、「琉球弧のトカラギャップおよびケラマギャップにおける精密地形形態」 『地学雑誌』 1996年 105巻 3号 p.286-296, doi:10.5026/jgeography.105.3_286, 東京地学協会